# Fontmatrix
Fontmatrix es un gestor gráfico de  tipos de letra para GNU/Linux. Puede administrar tipos de letra instalados en el sistema o en cuentas individuales de usuario. Utiliza FreeType para generar las muestras de tipos de letra, y se basa en Qt para su interfaz de usuario.
Fontmatrix tiene la opción de permitir el etiquetado múltiple de tipos de letra (de la misma forma que las etiquetas de Gmail), las cuales pueden ser activadas o desactivadas como grupos. También le permite al usuario activar o desactivar características de los tipos de letra OpenType con propósitos de prueba. Desde noviembre de 2008, la clasificación Panose presente en los archivos de tipografía también puede ser utilizada para seleccionar los tipos de letra basándose en sus características, o su grado de similitud. Fontmatrix está incluido en las distribuciones Debian, Ubuntu, y Fedora Linux.